# Juego de bienes públicos

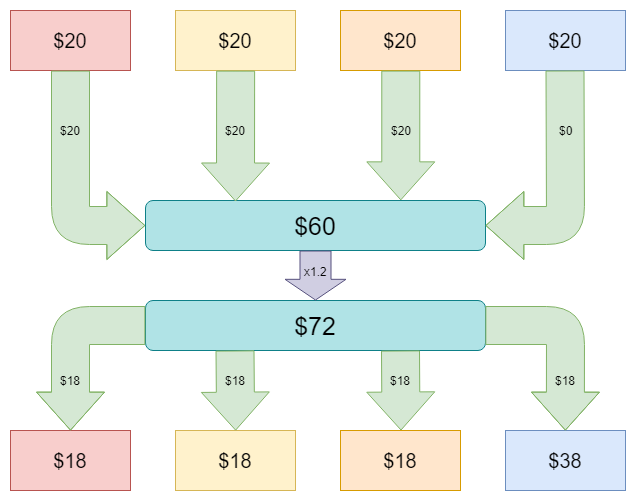
En este diagrama de un juego de bienes públicos, tres jugadores eligen contribuir $20 completos, mientras que el cuarto jugador elige contribuir $0. Los $60 se multiplican por un factor de 1,2 y los $72 resultantes se distribuyen igualmente entre los cuatro.

El juego de bienes públicos se estudia en la economía experimental. Los participantes son distribuidos de forma anónima en grupos de N miembros. Cada uno recibe una cantidad de fichas (normalmente la misma para todos) y debe decidir de manera independiente cuántas de ellas pone o invierte en una cuenta privada, asignándose el resto a una cuenta pública. Por cada ficha en la cuenta privada, el inversor correspondiente gana 1 unidad monetaria, mientras que el resto de los miembros del grupo no gana nada. Por cada ficha invertida en la cuenta pública, por otro lado, todos los miembros del grupo, incluido el propio inversor, ganan m unidades monetarias, donde m < 1. Normalmente m·N > 1, con lo cual el beneficio grupal crece cuanto más se invierta en la cuenta pública. En este sentido, contribuir a la cuenta pública es un comportamiento cooperativo.
El resultado total del grupo se maximiza cuando todos contribuyen con todas sus fichas al fondo público. Si hacemos el supuesto de que todos los jugadores son egoístas y que actúan racionalmente, la predicción sería sin embargo que nadie contribuirá nada al fondo público. Intuitivamente, toda ficha puesta en el fondo público ayuda a los demás, pero supone un coste de 1-m unidades monetarias en comparación con ponerla en el fondo privado. En definitiva, en este juego existe un dilema acusado entre el interés colectivo y el individual.

## Ejemplo
Imaginemos que tenemos cuatro jugadores (N=4), cada uno con 10 fichas. El multiplicador m es igual a 0.5. Supongamos que los jugadores asignaran 5, 2, 0 y 1 fichas respectivamente al fondo público, dando por tanto un total de 8 fichas en este fondo. Las fichas aportadas por cada jugador a su fondo privado respectivo sería de 5, 8, 10 y 9, respectivamente. Para obtener el pago de cada jugador habría que sumar a su contribución al privado respectivo lo obtenido por las 8 fichas en el público, es decir, 8 por el multiplicador de 0,5, es decir 4. En consecuencia, el pago unitario que obtiene cada jugador sería un total de 9,12,14 y 13. Por poner otro ejemplo con las mismas condiciones iniciales, suponga que los jugadores asignasen al fondo público 7,1, 5 y 8 fichas respectivamente. En este caso, el pago unitario que obtiene cada jugador sería 13,5; 19,5; 15,5 y 12,5, respectivamente. El ejemplo ilustra como al añadir más fichas en la cuenta pública, aumenta el pago agregado.

## Predicción de la teoría de juegos.
La Teoría de Juegos suele asumir tres supuestos básicos para modelizar el comportamiento estratégico. En primer lugar, todos los individuos son egoístas y racionales, por tanto, solo les interesa su propia ganancia monetaria. Asimismo, asume que las reglas del juego son entendidas por todos, es decir, que son de conocimiento público. Por último, asume que todos los individuos saben que todos los participantes en juego son racionales y, saben, además, que todos saben que todos son racionales, etc.
Bajo estos supuestos, aunque la recompensa grupal se maximiza cuando todos los participantes invierten todas sus fichas en el fondo público, la teoría predice que nadie invertirá fichas en la cesta pública (ese es el equilibrio de Nash del juego). Por tanto, no hay dotación de bienes públicos. No obstante, los resultados de numerosos experimentos no coinciden con esta predicción, pues los sujetos suelen aportar entre el 40% y 60% de las fichas a la cuenta pública, es decir, en la realidad no se parece cumplir el equilibrio de Nash.
Lo que se ve es que la gente tiende a agregar algo al bote. Los niveles reales de contribución encontrados varían ampliamente (entre 0% y 100% de la dotación inicial se pueden incorporar). La contribución promedio de las personas generalmente dependerá del factor de multiplicación m. Capraro (2013) ha propuesto un nuevo concepto de solución para los dilemas sociales, este está basado en la idea de que los jugadores pronostican si vale la pena actuar de forma cooperativa y luego actúan de forma cooperativa en una tasa que depende del pronóstico. De hecho, su modelo predice un mayor nivel de cooperación a medida que aumenta el factor de multiplicación.
Según el experimento, aquellos que contribuyen por debajo de la media son llamados "free-riders" o gorrones, mientras aquellos que contribuyen por encima de la media son llamados cooperadores. Una figura destacable que aparece dentro del juego de bienes públicos, el jugador que se comporta como un cooperante condicional, cuya contribución al bien público está positivamente correlacionada con sus creencias sobre las aportaciones que deberían hacer los miembros de su grupo.

## Factores que afectan a la cooperación. Evidencia experimental.
Son diversos los factores y las variables que pueden afectar la cooperación, como se mencionó en el apartado anterior, los sujetos pueden contribuir entre el 40% y el 60%. Sin embargo, a continuación, se observarán diferentes situaciones en las que los individuos pueden aumentar o disminuir sus contribuciones.

### Evidencia experimental
Al jugar varias rondas del juego, puede hacerse de dos maneras. Por un lado, por parejas, donde los participantes juegan todas las rondas con los mismos compañeros, y por otro, por extraños, donde los participantes van cambiando. El resultado de esto, es que según van avanzando las rondas, las contribuciones van descendiendo hasta alcanzar niveles muy cercanos al 0% (Ledyard, 1995).
Un factor que también podría afectar a la cooperación es el factor multiplicativo m. En un primer momento, parece lógico que si m (Recordemos que m normalmente es el beneficio individual A entre el beneificio grupal B, es decir, A/B que suele denominarse rendimiento marginal per cápita del bien público) es mayor que 1, sería más fácil contribuir en la cuenta pública. En cualquier caso, anteriormente vimos que si el individuo es egoísta sigue careciendo de incentivo para contribuir a la cuenta pública siempre que m sea inferior a 1. Aunque los incrementos en m la hagan más atractiva, los sujetos racionales no contribuirán a la cuenta pública lo que su efecto aún está en duda.
Si vemos otros experimentos, en los que se aumenta el tamaño de la muestra N, observamos que el beneficio grupal generado por una contribución publica, ya que beneficiará a más personas. Si N aumenta, por cada unidad de B (beneficio grupal) que se invierte en la caja común “crece más”, es decir, el beneficio social de una unidad en B se hace mayor lo que puede fomentar la cooperación.
En un experimento ya clásico, Isaac y Walker (1988b) se analizó el comportamiento cooperativo de las variables B y N, los resultados mostraron que la contribución media aumenta significativamente al aumentar el factor multiplicativo m, si pasamos de 0.3 a 0.75, por ejemplo, no obstante, no hubo una relación clara entre N y la contribución media, ambas premisas fueron comprobados posteriormente por Zelmer (2003).
Por otra parte, otra forma de en la que se ve afectada el comportamiento cooperativo es la manera de describir el juego. En Andreoni (1995b), la mitad de los sujetos recibieron instrucciones y la otra mitad no, lo que Andreoni (1995b) muestra es que los sujetos contribuyen el doble en el tratamiento de una descripción de las instrucciones positivas, respaldada posteriormente en Zelmer (2003), por lo que al parecer no solo importan las consecuencias de las acciones, sino también cómo se describen estas.
Por último, Duffy y Feltovich (2002) realizaron un experimento basado en el dilema del prisionero donde se permite la comunicación sin coste alguno. En este experimento se demuestra que la comunicación aumenta de un 20% con tratamiento de control sin comunicación previa, a 40% en el tratamiento con comunicación. Anteriormente, Isaac y Walker (1988) ya habían estudiado la comunicación en dilemas sociales y en general es un factor que aumenta la cooperación.

### El papel de las sanciones.
Uno de los factores que más influyen en el comportamiento cooperativo de las personas es las posibilidades de tener incentivos o castigos por sus acciones realizadas. Las sanciones pueden tener un costo material para el que sanciona (sancionador) y una disminución del bienestar por el que la recibe (sancionado).

#### Sanciones materiales.
En experimentos realizados por Fehr y Gächter (2000) es un juego a dos etapas en el que, en la primera instancia, sin castigo, existe una reducción de las ganancias totales a medida que aumentan las rondas del juego, mientras, por otra parte, en la segunda etapa las contribuciones a la cuenta pública aumentan con castigo, incluso crece ronda a ronda. En este sentido, una explicación para ello como demuestran Fehr y Gätcher (2000) es que los participantes intentarán cooperar más y aumentar su contribución para evitar ser castigados por los otros.

#### La efectividad de las sanciones.
En el juego de bienes público, observamos que los castigos funcionan, pero como demuestra Carpenter (2007a), los castigos tienen un precio lo que demuestra que la demanda de está es decreciente, es decir, que los sujetos castigan menos cuánto mayor es el precio y concluye que los participantes pueden anticipar esto contribuyendo más cuando el precio del castigo es más bajo. Como consecuencia, los costes del castigo también influyen en la cooperación, véase también Anderson y Putterman (2006).
La aparición de las sanciones da lugar a que el castigado puede vengarse de los castigos hechos en primera instancia. Esto lo demostró Nikiforakis (2008), a partir de la tercera ronda los castigados se podían vengar, pero a pesar de esto la cooperación no difiere de la que se observa cuando no hay castigo alguno.
Por otra parte, Sefton (2007) explora la eficacia relativa de las sanciones y de las recompensas con un tratamiento similar a los anteriores, solo que incluyendo las recompensas. En su estudio se encontró que por cada dólar que se recibían de castigo (o recompensa) reducía (aumentaba) la receptividad de pagos en la misma cantidad. La introducción de estos incentivos tuvo un efecto bastante alto en la cooperación. También, Sefton (2007) muestra como las contribuciones con recompensas decaen con el tiempo, ya que las recompensas también van disminuyendo, por tanto, los castigos podrían tener un impacto más efectivo a la hora de aumentar las contribuciones.

#### Sanciones no-materiales.
Axelrod (1986) sugiere que una norma social es esencialmente una regla implícita entre los miembros de una sociedad. En este sentido, sanciones no monetarias tales como exclusión o aislamientos pueden ser un factor exitoso a la hora de evaluar la cooperación. Masclet (2003) encontró en un experimento realizado, que las sanciones no materiales podían ser más acusadas con la presencia de jugadores extraños dentro del juego. Esto puede conllevar a diferentes explicaciones, puede que los individuos utilicen las sanciones no materiales como forma de coordinación y comunicación (factor importante en la cooperación). López Pérez y Vorsatz (2010) ofrecen evidencia sobre la comunicación, en donde la evaluación de los sujetos hace que aumenten las contribuciones. Finalmente, Chaudhuri (2006) también demostró que los diferentes tipos de comunicación como los consejos entre generaciones, además siendo estos de conocimiento público, aumentan en gran medida las contribuciones con respecto a la media.

## Teorías que explican el juego de bienes públicos

### Teoría de juegos
Recordando los supuestos de teoría de juegos, individuos egoístas, todos entienden perfectamente las reglas del juego, todos saben que todos son egoístas y, además, saben que todos los demás son egoístas. Estás hipótesis predicen que nadie contribuirá nada al bien público, pero un número finito de veces (Fehr y Gächter, 2000) no puede explicar las cooperaciones iniciales, ni el declive en juegos repetidos. Sin embargo, Andreoni (2005a) explica que la cooperación puede disminuir, ya que los individuos aprenden que lo mejor para ellos es no contribuir (para una sola ronda).

### Framing
El framing o efecto marco en ese juego, ayuda a explicar las diferentes situaciones que asocian los individuos en la vida real. Esta teoría permite explicar la cooperación en los juegos en donde los jugadores puede influir entre sí. Por ejemplo, Rege y Telle (2004) probaron en un experimento con la aprobación social y las asociaciones. En el caso de la aprobación social, donde las contribuciones dependen del grupo y no de cada uno. Por otra parte, de las asociaciones el trato entre participantes era propios de una comunidad, donde se creaban normas sociales e internas para la cooperación. Finalmente, en el caso donde más cooperaron fueron cuando existían aprobaciones y la combinación de asociaciones con aprobaciones.

### Cooperación condicional.
Si asumimos que las preferencias son estándar por parte de los jugadores, entonces la estrategia dominante del equilibrio en una dirección es jugar a ser "free rider", ser free rider también es un subjuego de equilibrio perfecto en juegos repetidos infinitamente y evolutivamente estable. Sin embargo, modelos alternativos de preferencias sociales que incorporan la aversión a la falta de equidad muestra como el comportamiento de la cooperación condicional puede surgir en este juego.
Rabin (1993) muestra que una vez que se tiene motivaciones reciprocas en la parte de los jugadores, entonces es posible pensar este juego como un problema de coordinación. En consecuencia, será un equilibrio de Nash cuando haya contribución completa si es eficiente y siendo ineficiente cuando existe "conducción gratuita" con otro equilibrio entre ellos.
Finalmente, el comportamiento de la cooperación condicional deriva sustancialmente de la predicción de teoría de juegos en el contexto de "conducción gratuita". La evidencia sugiere que la cooperación condicional es un tipo de preferencia estable que es prevalece hacia participantes y fenómenos a través de las culturas y modos de obtención de respuestas.

### Warm-Glow
El concepto de Warm-Glow se puede usar para intentar predecir en este juego, tratando de explicar el nivel de caridad que proponen los individuos. Aquellos individuos que estén motivados a incrementar sus contribuciones pueden derivar a un aumento de bienestar, los donantes o "Warm-glowgivers" también reciben utilidad por el acto de dar. Está utilidad influye en los sentimientos de los jugadores que pueden cambiar su comportamiento y contribuir más al sector público.

### Castigos materiales
Aquellos participantes que inicialmente cooperan menos, van aprendiendo que esta estrategia no compensa a largo plazo, de modo que van aumentando su contribución en las rondas posteriores para evitar ser castigados por el resto.
El comportamiento de los agentes está influido por las funciones asimétricas de los beneficios o costes. Cuando los participantes han de enfrentarse a un pago actúan de forma diferente. Sin embargo, seguirán aportando más que en el equilibrio de Nash.
La evidencia sugiera que proporcionar a los jugadores, la oportunidad de sostener el castigo a los miembros del grupo ayuda a incrementar los niveles de contribución. Pero, este tema tiene al menos tres advertencias.
- Primero, el castigo en sí, crea un segundo nivel de bien público. Esos que estén dispuestos a soportar el castigo no solo deben castigar a los free riders, sino que también a aquellos que no castigan, pero que podrían contribuir y que a su vez no son free riders.
- En segundo lugar, existe la presencia de castigos"anti-sociales" puede ser que no aumente la cooperación, pero podría reducir la eficiencia comparada con el control de tratamiento de los no castigos. Sin embargo, esto puede tener detrimentos en los individuos más "pro-sociales", donde entonces el efecto neto de la contribución de normas no permite reducir los efectos del castigo al antisocial.
- El tercero y último, es que las implicaciones de eficiencias del costo de los castigos no son del todo claras. Algunos estudios sugieren que la eficiencia es menor con tratamientos de castigo comparado al trato sin castigo. Esto, parece de depender de dos factores, el costo del efecto del castigo, cuando el castigo de bajo costo y de gran impacto; en segundo lugar dependerá del tiempo.[6]

### Sanciones no materiales.
Las sanciones no materiales son aquellas que no afectan al bienestar material del agente sancionado, sino que más bien a su estado emocional. Con frecuencia, son transmitidas por medio de expresiones verbales o faciales, que nos permiten mostrar aprobación o desaprobación de algún comportamiento por parte del sancionado. Muchos investigadores sociales, han destacado que las sanciones no-materiales son un mecanismo importante para fomentar el cumplimiento de las normas sociales, entre otras razones porque son menos costosas que los materiales y su uso está aparentemente más restringido socialmente.
Además, un juego se puede presentar como una pérdida o como una ganancia. Esto hará que los jugadores jueguen de forma distinta si se presenta como una pérdida o como una ganancia, ya que en el caso de las pérdidas las contribuciones son significativamente más bajas.
La evidencia presenta que la presencia de los cooperadores condicionales, en donde las contribuciones al bien público puede sostenerse por más que castigos monetarios. Esto puede incluir medidas severas tales como desaprobación o exclusión social. También, se puede incluir otras intervenciones como la comunicación por medio de consejos entre generaciones de participantes con pensamientos similares.
Mientras tanto, en otros casos se puede influir en el comportamiento de las personas por medio de la expulsión de los free riders, creando grupos cooperativos endógenos o dejando a fuera a los grupos menos cooperativos por los más cooperativos.

### Aversión a la desigualdad.
Una de las teorías que nos permite explicar las caídas en las contribuciones en este juego es la aversión a la desigualdad. A medida que se desarrolla el juego, los participantes aprenden la aversión a la desigualdad del resto de compañeros, lo cual puede hacer que se basen en creencias futuras. Si los participantes reciben una participación mayor, con una contribución menor, el resto reacciona contra dicha injusticia. Aquellos jugadores que no contribuyen en alguna de las rondas, muy rara vez contribuirán algo en las rondas posteriores. La cantidad será significativamente mayor si no es oculta. En iteraciones con solo dos jugadores, se sabrá el nivel de contribución del otro jugador.